# Communauté de communes du Pays de Bégard
Die Communauté de communes du Pays de Bégard ist ein ehemaliger französischer Gemeindeverband mit der Rechtsform einer Communauté de communes im Département Côtes-d’Armor in der Region Bretagne. Der Gemeindeverband wurde am 31. Dezember 1996 gegründet und bestand aus sieben Gemeinden. Der Verwaltungssitz befand sich im Ort Bégard.

## Historische Entwicklung
Mit Wirkung vom 1. Januar 2017 fusionierte der Gemeindeverband mit
- Communauté de communes Callac Argoat,
- Communauté de communes Paimpol Goëlo,
- Communauté de communes du Pays de Belle-Isle-en-Terre,
- Communauté de communes de Bourbriac,
- Guingamp Communauté sowie
- Pontrieux Communauté

und bildete so die Nachfolgeorganisation Guingamp Paimpol Armor Argoat Agglomération.

## Ehemalige Mitgliedsgemeinden
1. Bégard
2. Kermoroc’h
3. Landebaëron
4. Pédernec
5. Saint-Laurent
6. Squiffiec
7. Trégonneau